# جائزة شيفتشينكو الوطنية
جائزة شيفتشينكو الوطنية (بالأوكرانية: Націона́льна пре́мія Украї́ни і́мені Тараса́ Шевче́нка)‏ هي أعلى جائزة حكومية في أوكرانيا للأعمال الثقافية والفنية الممنوحة منذ عام 1961. سميت على اسم ملهم النهضة الوطنية الأوكرانية تاراس شيفتشينكو. وهي إحدى جوائز الدولة الخمس في أوكرانيا التي تُمنح للإنجازات في مختلف المجالات.

## تاريخ
في مايو 1961، كان الاتحاد السوفييتي يكرّم على نطاق واسع ذكرى الأوكراني كوبزار تاراس هريوروفيتش شيفتشينكو. ومن يوم وفاته أصبح سببا لإقامة فعاليات احتفالية ليس فقط في أوكرانيا، ولكن في جميع أنحاء الاتحاد السوفيتي.
أصدر مجلس وزراء جمهورية أوكرانيا الاشتراكية السوفياتية في 20 مايو 1961 قرارًا "حول إنشاء جائزة شيفتشينكو الجمهورية السنوية". وفي الوقت نفسه، اعتمد الحكم الخاص بالجوائز وأمثلة على شارات التكريم مع الدبلومات للفائزين؛ وإنشاء لجنة حكومية برئاسة أوليكسي كورنيتشوك، والتي تألفت مع مسؤولي الحزب وشخصيات بارزة في الثقافة الأوكرانية. تمنح الجائزة للفنانين البارزين في الأدب والفنون والموسيقى والمسرح والتصوير السينمائي والهندسة المعمارية وغيرها.
حصل الفائزون الأوائل على الجائزة في 9 مارس 1962. وكانوا بافلو تيشينا (المتحدث الأخير للبرلمان الأوكراني) وأوليس هونتشار في الأدب، وبلاتون مايبورودا في الموسيقى.
اعتبارًا من 23 أبريل 1969، غير اسم الجائزة إلى جائزة شيفتشينكو الحكومية لجمهورية أوكرانيا الاشتراكية السوفياتية. بأمر من رئيس أوكرانيا رقم 800/2000 في 22 يونيو 2000 أصبحت الجائزة تعرف باسم جائزة شيفتشينكو الوطنية. ومن عام 1962 إلى عام 2018، مُنحت الجائزة إلى 648 شخصًا وثماني فرق جماعية.

## النظام الأساسي للجائزة
| 1962 | 2.5 |
| 2008 | 130 |
| 2009 | 160 |
| 2010 | 170 |
| 2014 | 260 |
| 2015 | 240 |
| 2016 | 192 |
| 2017 | 240 |
| 2018 | 240 |
| 2019 | 200 |
| 2020 | 200 |
| 2021 | 240 |
| 2022 | 397 |

تُمنح الجائزة الوطنية سنويًا بأمر من رئيس أوكرانيا. هناك ما يصل إلى خمس جوائز في الترشيحات التالية:
- الأدب (الخيال أو الأدب الفني)
- الأدب (غير الخيالي أو الوثائقي والأدب النقدي العلمي)
- الصحافة والصحافة السردية
- الفنون المسرحية (المسرحية، الموسيقية، وغيرها)
- فنون أخرى (شعبية وبصرية)

## ملحوظات
1. ↑  آلاف الهريفنا (الروبل السوفييتي سابقاً)

## روابط خارجية
- جائزة شيفتشينكو الوطنية
- الموقع الإلكتروني للجنة جائزة شيفتشينكو الوطنية
- جائزة شيفتشينكو الشعبية